# Kenji Yoshino
Kenji Yoshino, né le 1er mai 1969, est un  juriste et juge en chef d'Earl Warren, écrivain spécialisé dans la défense des droits LGBT et professeur de droit constitutionnel à la faculté de droit de l'Université de New York. Il est aussi professeur de droit Guido Calabresi à la Yale Law School. Ses travaux portent sur le droit constitutionnel, les Lois contre les discriminations (en), les droits humains, ainsi que le Droit et littérature, le droit japonais et la société. Il s'engage également en tant que militant sur plusieurs thématiques sociales.

## Formation
Yoshino est diplômé de l'Académie Phillips Exeter (1987) et de Harvard, où il obtient un baccalauréat en littérature anglaise, summa cum laude, en 1991. Durant ses études de premier cycle, Yoshino travaille pour divers membres du Parlement japonais. Il s'inscrit ensuite au Magdalen College à Oxford en tant que boursier Rhodes, où il obtient un diplôme en gestion en relations industrielles en 1993. En 1996, il  obtient un doctorat en droit de Yale, où il est éditeur par ailleurs du Yale Law Journal.

## Carrière juridique
De 1996 à 1997, Yoshino  est juriste auprès du juge d'appel fédéral Guido Calabresi, de la Cour d'appel des États-Unis pour le deuxième circuit. En 1998, il obtient un poste dit de « tenure track » pour devenir à terme professeur associé à la Yale Law School. En 2003, il est nommé professeur. En 2006, il est nommé professeur inaugural de droit Guido Calabresi. Les tribunaux à travers les États-Unis, y compris la Cour suprême des États-Unis font référence au travail de Yoshino.
Yoshino est également un auteur prolifique dans de nombreux périodiques et journaux, notamment le New York Times, le Washington Post, le Los Angeles Times, le Boston Globe, le Village Voice, le Nation, The Advocate, le Slate et FindLaw (en). Il intervient également activement dans diverses conférences sur des questions juridiques et sociales. Yoshino est un expert invité de divers programmes de télévision et de radio publiques et commerciales.
Au cours des années scolaires 2006-2007 et 2007-2008, il est professeur invité à la faculté de droit de l'Université de New York. En février 2008, il accepte un poste permanent à temps plein en tant que professeur de droit constitutionnel  et juge en chef Earl Warren,.
En mai 2011, Yoshino est élu au Comité de surveillance de Harvard (en), où il exerce ses fonctions pour un mandat de six ans.

## Carrière d’écrivain et d'activiste LGBT
En 2000 il publie The epistemic contract of bisexual erasure, dans lequel il définit pour la première fois les mécanisme de l'occultation de la bisexualité,,. Selon Shiri Eisner, il s'agit d'un ouvrage précurseur et marquant, dans lequel Yoshino affirme que l'invisibilité de la communauté bisexuelle n'est pas du fait d'une qualité inhérente à la bisexualité, mais le résultat d'une construction sociale opérée à la fois dans les milieux LGBTIQ et hétérosexuels.
Son livre Covering: The Hidden Assault on Our Civil Rights (en)  est publié en 2006. C'est un mélange d'arguments mêlés  à des récits biographiques pertinents pour son sujet qui examine différents types d'occultation de l'orientation sexuelle : la première partie traite du coming out où il évoque son propre parcours ayant débuté par la recherche d'une intervention religieuse pour changer son orientation sexuelle. Le deuxième partie aborde la problématique du passing, situation dans laquelle une personne LGBT a fait un coming out interne, mais ne souhaite pas le rendre public et tente de se conformer aux normes sociales. La troisième partie aborde la question de l'occultation, quand une personne essaie de diminuer la visibilité de certains traits qui lui sont propres afin d'être mieux acceptée socialement.
Son deuxième livre, A Thousand Times More Fair: What Shakespeare's Plays Teach Us About Justice was est publié en 2011. En 2016, son livre Speak Now:  Marriage Equality on Trial est publié.
Covering a remporté le prix Randy Shilts Award (en) pour la catégorie «Gay non-fiction» décernée par Publishing Triangle (en) en 2007. Ses principaux domaines d’intérêt incluent les dynamiques sociales, la conformité et l’assimilation, ainsi que les questions relatives à la sexualité LGBT et à la liberté personnelle. Il est partie civile dans des affaires liées à ses domaines d'expertises.

## Vie privée
Américain d'origine japonaise et ouvertement homosexuel, Yoshino écrit également de la poésie pour son plaisir personnel, qu'il ne publie pas.

## Œuvres majeures
- (en) « Suspect Symbols: The Literary Argument for Heightened Scrutiny for Gays », Columbia Law Review, vol. 96, no 7,‎ novembre 1996, p. 1753 (ISSN 0010-1958, DOI 10.2307/1123294, lire en ligne, consulté le 6 décembre 2019).
- (en) « The Lawyer of Belmont », Yale Journal of Law & the Humanities, vol. 9 (183),‎ 1997.
- (en) Kenji Yoshino, « Assimilationist bias in equal protection : the visibility presumption and the case of "Don't ask, don't tell" », Yale Law Journal,‎ 1998 (lire en ligne).
- (en) « The Epistemic Contract of Bisexual Erasure », Stanford Law Review (en), vol. 52, no 2,‎ 2000 (hdl 20.500.13051/3871).
- (en) « The Eclectic Model of Censorship », California Law Review, vol. 88 (5),‎ 2000 (lire en ligne).
- (en) « Covering », Yale_Law_Journal, vol. 111 (769),‎ 2002 (lire en ligne).
- (en) « The City and the Poet », Yale Law Journal, vol. 114 (1835),‎ 2005 (lire en ligne).
- (en) Covering : the hidden assault on our civil rights, 2006, 312 p. (ISBN 978-0-375-50820-2, 0-375-50820-1 et 978-0-375-76021-1, OCLC 59360235, lire en ligne)
- (en) « The New Equal Protection », Harvard Law Review, vol. 124,‎ 2011
- (en) A Thousand Times More Fair: What Shakespeare's Plays Teach Us About Justice, HarperCollins, 2011 (ISBN 978-0-06-176910-8)
- (en) Speak Now : Marriage Equality on Trial, Broadway books, 2016 (ISBN 978-0385348829)